# 哈慈股份
哈慈股份有限公司，（英語：Haci Company Limited，老三板：400044，简称：哈慈3；上交所除牌前：600752，简称：*ST哈慈），是中国黑龍江省的一间已結業的保健品及機械公司，在1987年由郭立文创办。
该司曾在1996年9月25日於上海證券交易所上市，當時主要产品為「哈慈五行針」、「V26减肥沙琪晶」、驱虫消食片、吊瓶式磁化卫生器等。但由於该司的大股东及关联企业大量占用企业资金，加上投資失利及過度擴充，於是股價一直下跌，需要中國證監會進行特別處理；最後因為未能提供扭虧及提供可行重組計劃，於2005年9月22日被上海證券交易所強制終止上市。

## 連結
- *ＳＴ哈慈将成黑龙江退市第一股？ 东北网